# デバイ-ヒュッケルの式
デバイ-ヒュッケルの式は電解液の中のイオンの相互作用を統計力学的に解析したものである。ピーター・デバイとエーリヒ・ヒュッケルの名前にちなんでいる。
電解液全体で電気的中性の条件が成り立っていることと、各イオンが統計的に分布することを仮定する。

## 活量係数
電解液中のある成分（イオン）の 活量 {\displaystyle a_{i}}とイオン濃度{\displaystyle c_{i}}には、活量係数を{\displaystyle f_{i}}とすると次の関係がある。
{\displaystyle a_{i}=f_{i}\cdot c_{i}}
活量係数{\displaystyle f_{i}}は次のように書ける。これを拡張デバイヒュッケル式と言う。
{\displaystyle \ln f_{i}=-{\frac {z_{i}^{2}e^{2}}{8\pi \varepsilon kT}}\cdot {\frac {\varkappa }{1+\varkappa \,r_{i}}}}
{\displaystyle \varkappa =\left({\frac {2N_{A}e^{2}I}{\varepsilon kT}}\right)^{\frac {1}{2}}}
ここで{\displaystyle r_{i}}はイオン半径、{\displaystyle e}は電気素量、{\displaystyle \varepsilon (=\varepsilon _{r}\varepsilon _{0})}は誘電率 、{\displaystyle k}はボルツマン定数、{\displaystyle T}は温度、{\displaystyle N_{A}}はアボガドロ定数である。またイオン強度{\displaystyle I}は、{\displaystyle c_{i}}を電解液の濃度、{\displaystyle z_{i}}をイオンの電価として、次のように書ける。
{\displaystyle I={\frac {1}{2}}\sum _{i}c_{i}z_{i}^{2}}
活量係数は次のようにも書ける。
{\displaystyle \lg f_{i}=-{\frac {A\,z_{i}^{2}\,{\sqrt {I}}}{1+B\,r_{i}\,{\sqrt {I}}}}}
{\displaystyle A=\left({\frac {e^{2}}{4\varepsilon kT}}\right)^{\frac {3}{2}}\left({\frac {2N_{A}}{\pi ^{2}}}\right)^{\frac {1}{2}}{\frac {1}{\ln 10}}}
{\displaystyle B={\sqrt {\frac {2N_{A}e^{2}}{\varepsilon kT}}}}
デバイ-ヒュッケルの式の妥当性の範囲は、だいたい{\displaystyle I\leq 10^{-2}} mol dm-3の領域である。

## デバイ長
{\displaystyle \varkappa }（デバイの遮蔽定数ともよばれる）の逆数
{\displaystyle \varkappa ^{-1}={\sqrt {\frac {\varepsilon kT}{2N_{A}e^{2}I}}}}
はまわりのイオンの影響でイオンの電荷による電界の影響が小さくなる距離を示しデバイ長とよばれる。
なお、プラズマに関連してのこの概念については項目「デバイの長さ」を参照。